# Hypsiboas angelicus
Hypsiboas angelicus är en groddjursart som beskrevs av Myers och Donnelly 2008. Hypsiboas angelicus ingår i släktet Hypsiboas och familjen lövgrodor. Inga underarter finns listade i Catalogue of Life.